# Norme internationale pour la description des fonctions
La Norme internationale pour la description des fonctions, appelée en anglais International Standard for Describing Functions (ICA-ISDF)  a été publiée par le Conseil international des archives en février 2008. Son objet est de normaliser, dans la rédaction des instruments de recherche, la description des fonctions exercées par les organismes à l'origine des archives.